# Type-Moon
Type-Moon (タイプムーン, Taipu Mun) é uma empresa japonesa desenvolvedora de jogos, mais conhecida pelos seus famosos Visual novel. Fundada pelo autor Kinoko Nasu e o ilustrador Takashi Takeuchi. É também conhecida sob o nome de Notes Co., Ltd. (有限会社 ノ ー ツ Yugen-kaisha Notsu?) por sua publicação e operações corporativas. Depois de criar a famosa visual novel e imensamente popular Tsukihime como dōjin soft, Type-Moon, desde então ficou famosa após o grande sucesso com Tsukihime que atingiu uma fama inesperada. Também produziu o popular Visual novel Fate/Stay Night. Ambas as obras foram adaptadas para séries em Anime e Mangá que acumularam um grande sucesso internacional.

## História
A Type-Moon foi fundada pelo artista Takashi Takeuchi e o escritor Kinoko Nasu, cujo primeiro projeto foi o livro Kara no Kyoukai, que foi originalmente lançado em outubro de 1998 e reeditado em 2004. Em 2007 Kara no Kyoukai teve uma adaptação em anime pela Ufotable, uma série com 7 filmes. O nome da empresa na verdade vem de uma das obras mais antigas de Kinoko, "Angel Notes". Em dezembro de 2000, Type-Moon lançou um jogo estilo Visual novel , Tsukihime, que vendeu muito bem e acumulou uma grande base de fãs por causa de seu enredo abrangente e extenso e o estilo único de Kinoko Nasu como escritor de histórias. O jogo levou à criação de diversas mercadorias campeãs de vendas, recordações, e uma legião de fãs com milhões ao redor do mundo. Tsukihime foi adaptado logo depois, em 2003 em uma série de anime (detestada por todos os fãs), Shingetsutan Tsukihime, que foi produzido por JCStaff e publicado pela Geneon e um mangá baseado na série (adorado por todos os fãs) que começou a ser publicada em 2004 e terminou em 2010.
Logo depois, em janeiro de 2001, a Type-Moon lançou Plus-Disc, um complemento de Tsukihime que contou com três histórias paralelas e multimídia variadas, e em agosto de 2001 lançou uma sequeância de Tsukihime, Kagetsu Tohya, e logo, em Abril de 2003 lançou Tsuki-Bako, um especialmente embalado set três de discos que inclui Tsukihime, Plus-disc e Kagetsu Tohya e uma trilha sonora remixada para os dois jogos e mais multimídia.
Em dezembro de 2002, Type-Moon, em associação com French-Bread (conhecido como Watanabe Seisakujo antes de 2003), lançou o seu primeiro jogo de luta, Melty Blood, um jogo de luta 2D baseado no universo de Tsukihime, e que foi muito popular e foi seguida por uma expansão, Melty Blood ReACT, lançada em Maio de 2004, e uma atualização do patch, Melty Blood REACT Final Tuned, foi lançada como um download gratuito através da Internet. Melty Blood é considerado entre os melhores jogos de luta 2D já feito, e foi lançado como uma porta de arcade, Melty Blood: Act Cadenza em março de 2005, e foi lançado na plataforma PS2 em agosto de 2006.
Type-Moon logo a fez a transição de uma organização de dōjin softs para uma organização comercial e, em 30 de janeiro de 2004, lançou seu primeiro lançamento comercial, um jogo estilo Visual novel hentai, Fate/Stay Night, que quebrou todos os recordes e mais tarde foi adaptada para uma série de anime que foi ao ar com 24 episódios no Japão a partir 6 de janeiro de 2006 e ganhou uma série me mangá que foi publicado desde 26 dezembro de 2005 na Shōnen Ace (conhecida pela adaptação dos mangás Neon Genesis Evangelion e Gunsou Keroro). A sequência de Fate/Stay Night, Fate/Hollow Ataraxia, foi lançada em 28 de outubro de 2005. Fate/Stay Night foi lançado na plataforma PlayStation 2 em maio de 2007.

## Lançamentos
Type-Moon desenvolveu e produziu o seguinte:

### Novels
- Kara no Kyoukai: Light novel, lançado originalmente em outubro de 1998 e reeditado em 2004 e novamente em 2007.

### Tsukihime
- Tsukihime: Uma Visual Novel Eroge para PC, originalmente lançado em Dezembro de 2000.
- Tsukihime PLUS-DISC: Lançado em janeiro de 2001.
- Kagetsu Tohya: Continuação de Tsukihime, lançado em agosto de 2001.
- Tsukibako: Pacote especial que incluiu três discos, Tsukihime, PLUS-DISC e Kagetsu Tohya e uma trilha sonora remixada para os dois jogos e mais multimídia, lançado em abril de 2003.
- Tsukihime - A piece of blue glass moon -: Remake das rotas near side of the moon da visual novel original, lançado originalmente no japão em agosto de 2021 e internacionalmente em junho de 2024.
- Tsukihime - The other side of the red garden -: Remake das rotas far side of the moon da visual novel original e a adição de uma nova rota para a personagem Satsuki Yumizuka, até o momento sem previsão de lançamento.

### Fate/
- Fate/Stay Night: Um Eroge para PC, lançado em 30 de janeiro de 2004. A versão em DVD foi lançada em 29 de março de 2006, e uma versão não erótica para PS2 Fate/stay night [Réalta Nua], foi lançado em 2007.
- Fate/Hollow Ataraxia: Continuação de Fate/Stay Night, lançado em 28 de outubro de 2005.
- Fate/Zero: Light novel, lançado em 12 de dezembro de 2006. A Type-Moon teve colaboração com a Nitroplus.
- Fate/Tiger Colosseum: Jogo de luta 3D para PSP, lançado 13 de setembro de 2007. Com colaborações da Capcom e Cavia.
- Fate/Unlimited Codes: Jogo de luta 3D PS2 e PSP, lançado em 2008 (2009 para o PSP), desenvolvido por 8ing/Raizing e Cavia.
- Fate/Extra: Um jogo de RPG para o PSP, lançado em Março de 2010 no Japão, e ainda previsto para lançamento.

### Melty Blood
- Melty Blood: Jogo de luta 2D para PC, da Type-Moon em associação com a French-Bread, lançado em dezembro de 2002.
- Melty Blood ReACT: Baseado em  Melty Blood, lançado em maio de 2004.
- Melty Blood ReACT Final Tuned: Atualização do patch para Melty Blood ReACT, lançado como um download gratuito.
- Melty Blood: Act Cadenza: Versão arcade para Melty Blood, lançado para o PS2 em 2006.
- Melty Blood: Act Cadenza Version B: Versão para PC e atualização da Act Cadenza, foi lançado em 27 de julho de 2007.
- Melty Blood: Actress Again: Versão atual do jogo Versão A. Inclui novos personagens jogaveis e não-jogaveis.

### Mahou Tsukai no Yoru
- Mahou Tsukai no Yoru: Ou Witch on the Holy Night é o novo Visual novel de Type-Moon para todas as idades que caracteriza Aozaki Aoko (a protagonista), Kuonji Alice e Soujyuro Shizuki. As ilustrações foram feitas por Hirokazu Koyama. Originalmente escrito antes de Tsukihime, Mahou Tsukai no Yoru foi lançado em 12 de abril de 2012

### Girls' Work
- Girls' Work: Um novo trabalho escrito pelo ex-membro da Liarsoft Hoshizora Meteo Myogaya Jinroku. Com a cidade de Shinjuku e Paris se tornando uma única cidade chamada "Cidade que Sonha" onde se passa a história e a cidade é o personagem principal.(?)

### Outros trabalhos
- 428: Fusa Sareta Shibuya De: Nasu escreveu um cenário especial para o jogo, com Takashi Takeuchi fornecendo o design dos personagens. Este cenário foi posteriormente adaptado para um Anime/Mangá, Canaan.